# ياجو دل بييرو
ياجو دل بييرو (بالإيطالية: Yago Del Piero)‏ (14 يناير 1994 بالبرازيل - ) هو لاعب كرة قدم إيطالي في مركز الوسط. لعب مع إنتر ميلان ونادي تشيزينا وASD Victor San Marino ‏.

## وصلات خارجية
- ياجو دل بييرو على موقع قاعدة بيانات كرة القدم.إي يو (الإنجليزية)